# The Illustrated London News
The Illustrated London News (doslova Ilustrované londýnské noviny) byly londýnské noviny, které byly vydávány od soboty 14. května 1842 do roku 1971 jako týdeník, poté méně často, až nakonec zanikly v roce 2003.